# Форнарина
Это статья о натурщице. Для информации о её портрете обратитесь к статье Форнарина (картина).
Форнарина (итал. La Fornarina, «Булочница») (1500—1522) — полулегендарная возлюбленная и натурщица итальянского художника эпохи Высокого Возрождения Рафаэля Санти. Настоящее имя девушки, как считается, Маргерита Лути (итал. Margherita Luti), а своим прозванием она обязана профессии своего отца-булочника (итал. fornaio, fornarino — пекарь). Исторический миф о Форнарине, частично основанный на действительных фактах, сложился в XVIII—XIX веках. Однако его детали до настоящего времени являются предметом споров историков искусства.

## Форнарина в жизни Рафаэля
Согласно мнению большинства историков искусства, Форнарина изображена на двух знаменитых картинах Рафаэля — «Форнарина» (1518—1519) и «Донна Велата» (1516—1515). Отмечено также, что она вероятнее всего послужила прототипом «Сикстинской мадонны», а также некоторых других женских образов в творчестве Рафаэля римского периода. Называют, например, «Мадонну делла Седиа» и «Фригийскую сивиллу», а также фигуру в Станце д’Элиодоро и Психею на фреске Виллы Фарнезина в Риме.
Основная версия истории её жизни рассказывает, что Форнарина была дочерью Франческо Сенезе, пекаря по профессии. Отца отождествляют с Франческо Лути по прозвищу Сенезе (Senese), потому что он родом из Сиены. Жил в Риме в районе Трастевере, затем на Виа дель Говерно Веккьо (Via del Governo Vecchio) близ Пьяцца Навона, где до сих пор показывают дом с «окошком Форнарины», Via Santa Dorotea 20). Художник и его прекрасная модель познакомились в то время, когда Рафаэль работал над росписями виллы банкира Киджи Фарнезина в Риме, а Маргерита приносила туда свежевыпеченный хлеб. Согласно легенде, банкир Киджи хотел выгнать дочь пекаря, отвлекающую художника, но Рафаэль пригрозил ему в этом случае прекратить работу. Считатеся также, что Рафаэль выкупил её у отца за 3000 золотых и снял ей виллу (как утверждают, в Via di Porta Settimiana).
Получив по завещанию после ранней кончины 37-летнего Рафаэля (сплетня гласит, что ему стало плохо в её постели) достаточное состояние, тем не менее, Форнарина якобы продолжала вести распутную жизнь и стала, как утверждали, одной из самых знаменитых римских куртизанок.
Согласно другому варианту легенды Форнарину и Рафаэля связывала истинная и чистая любовь, их взаимное чувство не имело себе равных, и всё сказанное — досужие сплетни. Современные исследователи полагают, что причиной смерти художника стало респираторное заболевание и связанная с этим высокая температура. Роковую роль сыграла врачебная ошибка — присланные папой доктора, неправильно поставив диагноз, пытались снизить температуру кровопусканием, что является опасным при сильных простудах (в XVI веке об этом уже было известно).
В 1897 году Антонио Валери обнаружил документ, свидетельствующий об уходе Маргариты в монастырь Сант-Аполлония-ин-Трастевере, произошедшем через несколько месяцев после смерти Рафаэля. В документе говорится: «18 августа 1520 года, сегодня в наш приют была принята мадам Маргарита Ведоа, дочь quodam Франческо Лути Сиенского». Поэтому предполагалось, что Рафаэль и Маргарита тайно поженились и что она, после смерти мужа, решила обратиться к монашеской жизни. По мнению П. П. Муратова после смерти Рафаэля она была насильно пострижена в монастырь, где вскоре и умерла.В XIX веке образ Маргариты повлиял на романтическое воображение художников, и её стали называть музой Рафаэля, но без доказательств это всего лишь прекрасная метафора.

## Форнарина в произведениях других мастеров
Именем Форнарины традиционно обозначают два портрета, написанных учениками Рафаэля — Себастьяно дель Пьомбо и Джулио Романо. На протяжении нескольких веков они приписывались самому мастеру, и лишь позднее их истинное авторство было установлено. Полуобнажённая фигура на весьма слабом в художественном отношении портрете работы Джулио Романо окутана прозрачной тканью. На коленях натурщицы была написана светло-синяя драпировка, которая приоткрывала только краешек её левого колена. Эта странная деталь послужила поводом к расчистке картины от предполагавшейся позднейшей записи в реставрационных мастерских Музея изобразительных искусств в Москве под руководством П. Д. Корина в 1933 году, куда картина была передана из коллекции Эрмитажа.     (недоступная ссылка)
Копиями рафаэлевской «Форнарины» являются так называемая «Форнарина Боргезе» (La Fornarina Borghese), написанная в 1530 году Рафаэллино дель Колле и  «Портрет женщины, называемый ла Форнарина, или Витториа Колонна» (Portrait of a Woman, Called La Fornarina or Vittoria Colonna), созданный в середине XVI века неизвестным художником римской школы. «Форнарина Боргезе» повторяет рафаэлевскую картину, но без пейзажного фона.
- Рафаэль Санти. Сикстинская Мадонна. 1512—1513. Холст, масло. Галерея старых мастеров, Дрезден
- Рафаэль Санти. Мадонна делла Седиа, или Мадонна в кресле. 1514. Дерево, масло. Палаццо Питти, Флоренция
- Себастьяно дель Пьомбо. Форнарина. 1512. Дерево, масло. Уффици, Флоренция
- Джулио Романо. Дама за туалетом, или Форнарина. 1518—1520. Холст, масло (переведена с дерева). Государственный музей изобразительных искусств им. А. С. Пушкина, Москва
- Ж. О. Д. Энгр. Рафаэль и Форнарина. 1814. Холст, масло. Музей Гарвардского университета, Массачусетс

Тема изображения влюблённой пары: «художник-натурщица» стала пользоваться вниманием живописцев XIX века, в эпоху романтизма и историзма. Образ Форнарины с одноимённого портрета Рафаэля использовал художник XIX века, академист Ж. О. Д. Энгр в картинах «Большая одалиска» и «Рафаэль и Форнарина» (5 вариантов), а также Франсуа Эдуар Пико в картине «Рафаэль и Форнарина». Изображение влюблённой пары можно найти на ювелирных изделиях и прочих украшениях 1880-х годов.
Серию ироничных рисунков на эту тему выполнил Пабло Пикассо в 1968 году, сюжетом которых является изображение резвящейся парочки, за которой подглядывают папа римский, Микеланджело и другие из-под кровати или из-за занавеси.
В опере А. С. Аренского «Рафаэль» Форнарина — главное действующее женское лицо. В 1944 году в Италии был снят фильм «Форнарина». Маргерита Лути — один из трёх персонажей французского эротического фильма 1979 года «Три аморальные женщины» (Les Héroïnes du mal), режиссёр Валериан Боровчик.
Диана Хэгер в романе «Рубин Рафаэля» для построения конспирологической теории использует тот факт, что рентген позволил обнаружить на руке модели в картине «Форнарина» рубиновое кольцо, возможно обручальное, позже записанное. Латышский писатель Зигмундс Скуиньш в 1964 году написал роман «Форнарина».